# Haploa interruptomarginata
Haploa interruptomarginata là một loài bướm đêm thuộc phân họ Arctiinae, họ Erebidae.